# Гордіон
Гордіон (Гордій, грец. Γορδιον) — стародавня столиця Фригії.
Гордіон був розташований на правому березі річки Сангарія, біля місця зближення річок Сангарія і Порсук,
за 21 км на північний захід від Полатли, за 90 км від Анкари у селі Яссихоюк у провінції Анкара, Туреччина, неподалік від дороги Анкара — Ескішехір.
За переказами, заснований першим фригійським царем Гордієм

Перші розкопки міста проводили в 1900 році, потім з 1951 року.
Були виявлені потужні оборонні мури з каменю та сирцевої цегли, житлові будівлі із саману з великою кількістю предметів домашнього вжитку, ремісничих інструментів та зброї.
Відкрито також великий некрополь ґрунтових та курганних поховань з багатим інвентарем.
За характером знахідок та поховань кургани Гордіону наближаються до давньоскіфських.
Знахідки датуються переважно VIII—V століттями до Р. Х..
Гордіон було сильно зруйновано кімерійцями у VII столітті до Р. Х.